# توما نيكيفوروف
توما نيكيفوروف (مواليد 25 يناير 1993) هو لاعب جودو بلجيكي، فاز بالميدالية الفضية في الوزن المفتوح في بطولة العالم 2017.